# Polen-Rundfahrt 2014
Die 71. Polen-Rundfahrt wurde vom 3. bis 9. August 2014 in sieben Etappen ausgetragen und führte über eine Gesamtdistanz von 1251 km von Danzig nach Krakau. Das Rad-Etappenrennen war Teil der UCI WorldTour 2014.

## Teilnehmende Teams
Es traten die 17 UCI WorldTeams, zwei UCI Professional Continental Teams und eine polnische Nationalauswahl an.
| AG2R La Mondiale Astana Pro Team Belkin-Pro Cycling Team BMC Racing Team Cannondale FDJ.fr Garmin Sharp | Lampre-Merida Lotto Belisol Movistar Team Omega Pharma-Quick Step Orica GreenEdge Team Europcar Team Giant-Shimano | Team Katusha Team Sky Tinkoff-Saxo Trek Factory Racing RusVelo CCC Polsat Polkowice Team Polen |

## Etappen
| Etappe    | Tag       | Start–Ziel                                     | km  | Etappensieger              | Gesamtwertung              |
| --------- | --------- | ---------------------------------------------- | --- | -------------------------- | -------------------------- |
| 1. Etappe | 2. August | Danzig (Gdańsk) – Bydgoszcz                    | 226 | Jauheni Hutarowitsch (ALM) | Jauheni Hutarowitsch (ALM) |
| 2. Etappe | 3. August | Toruń – Warschau                               | 234 | Petr Vakoč (EQS)           | Petr Vakoč (EQS)           |
| 3. Etappe | 4. August | Kielce – Rzeszów                               | 174 | Theo Bos (BEL)             | Petr Vakoč (EQS)           |
| 4. Etappe | 5. August | Tarnów Gemini Park – Kattowitz                 | 236 | Jonas Vangenechten (LTB)   | Petr Vakoč (EQS)           |
| 5. Etappe | 6. August | Zakopane – Štrbské Pleso (Tschirner See)       | 190 | Rafał Majka (TCS)          | Petr Vakoč (EQS)           |
| 6. Etappe | 7. August | Bukovina Terma Hotel Spa – Bukowina Tatrzańska | 174 | Rafał Majka (TCS)          | Rafał Majka (TCS)          |
| 7. Etappe | 8. August | Krakau                                         | 025 | Kristof Vandewalle (TFR)   | Rafał Majka (TCS)          |

## Wertungen im Rennverlauf
| Etappe | Gesamt                     | Punkte                     | Berg                  | Zwischensprint         | Team                    |
| ------ | -------------------------- | -------------------------- | --------------------- | ---------------------- | ----------------------- |
| 1.     | Jauheni Hutarowitsch (ALM) | Jauheni Hutarowitsch (ALM) | Maciej Paterski (CCC) | Jimmy Engoulvent (EUC) | Omega Pharma-Quick Step |
| 2.     | Petr Vakoč (EQS)           | Jauheni Hutarowitsch (ALM) | Maciej Paterski (CCC) | Petr Vakoč (EQS)       | Omega Pharma-Quick Step |
| 3.     | Petr Vakoč (EQS)           | Jauheni Hutarowitsch (ALM) | Maciej Paterski (CCC) | Petr Vakoč (EQS)       | Omega Pharma-Quick Step |
| 4.     | Petr Vakoč (EQS)           | Jauheni Hutarowitsch (ALM) | Mateusz Taciak (CCC)  | Matthias Krizek (CAN)  | Omega Pharma-Quick Step |
| 5.     | Petr Vakoč (EQS)           | Jauheni Hutarowitsch (ALM) | Maciej Paterski (CCC) | Matthias Krizek (CAN)  | Movistar Team           |
| 6.     | Rafał Majka (TCS)          | Jauheni Hutarowitsch (ALM) | Maciej Paterski (CCC) | Matthias Krizek (CAN)  | Movistar Team           |
| 7.     | Rafał Majka (TCS)          | Jauheni Hutarowitsch (ALM) | Maciej Paterski (CCC) | Matthias Krizek (CAN)  | Movistar Team           |